# Матвеев, Владимир Фёдорович (педагог)
Влади́мир Фёдорович Матве́ев (18 июня 1932, Уфа — 21 октября 1989, Москва) — советский и российский педагог, редактор, публицист, основоположник педагогики сотрудничества в СССР.

## Биография
Владимир Фёдорович Матвеев, родился в Уфе 18 июня 1932 года. После окончания школы сначала подал документы на актёрский факультет ВГИКа, но не прошёл по конкурсу. Окончил МИМО в 1956 году, специализируясь на английском и испанском языках. Летом 1959 находился в командировке в Финляндии, занимаясь там пропагандой пионерского движения. В начале 1960-х — один из организаторов движения «Юнкоров». Работал в журнале «Вожатый» в 1962—1965 годах, в журнале «Пионер» — заместитель главного редактора Ильиной Н. В. в 1965—1971 годах, там же с 1971 по 1974 — заместитель главного редактора С. А. Фурина, в журнале «Мурзилка» главным редактором в 1974—1984 годах.
В 1983—1989 годах Владимир Фёдорович работал главным редактором «Учительской газеты». Утверждение на должность главного редактора произошло на заседании Политбюро ЦК КПСС, которое вёл, в отсутствие заболевшего Андропова М. С. Горбачёв.
Тираж «Учительской газеты» при Матвееве вырос многократно и превысил миллион экземпляров.
Именно в этой газете он вместе с Симоном Соловейчиком создали «педагогику сотрудничества», объединяя вокруг газеты учителей-экспериментаторов и новаторов с большим педагогическим стажем. Во время работы Матвеева в «УГ» авторская и новаторская педагогика в России смогла стать публичной и получила впервые доступ к рупору общения с народом. Публикация 18 октября 1986 года в «Учительской газете» манифеста «педагогики сотрудничества» и последующее поддержание этой темы в газете быстро привели Матвеева к конфликту с представителями Академии Педагогических Наук СССР и консервативными представителями ЦК КПСС. По инициативе Егора Лигачёва, желавшего поставить его в неудобное положение, Владимир Фёдорович был, весной 1986, без увольнения от должности главного редактора газеты, направлен на 3 месяца в Брянскую область «поднимать районную печать». На протяжении трёх месяцев Матвеев был вынужден в рабочие дни заниматься редакторской и авторской работой в нескольких районных и сельских газетах области, а по выходным, возвращаясь в Москву, выполнять свою работу в «Учительской газете».
С 1988 года В. Ф. Матвеев избран председателем Творческого союза учителей СССР, одним из инициаторов идеи создания которого был сам. В оргкомитет союза входили супруги Л. А. и Б. П. Никитины, И. П. Волков, Д. С. Лихачёв, И. В. Бестужев-Лада, А. А. Лиханов, Ю. Б. Рюриков, С. Л. Соловейчик, А. Н. Тубельский и многие другие.
1 июня 1988 года на основании приказа председателя Государственного комитета по народному образованию из педагогов-новаторов, а также ряда представителей смежных гуманитарных областей — психологов, социологов, философов, был организован Временный научно-исследовательский коллектив (ВНИК) «Школа», в состав которого вошёл и В. Ф. Матвеев. Коллективу было поручено подготовить ключевые документы по планировавшейся в те годы реформе образования в СССР. В числе прочего, Матвеев выполнил окончательную редактуру Концепции общего среднего образования, подготовленной ВНИК.
После преобразования газеты с 1 января 1989 в издание ЦК КПСС его понизили до заместителя главного редактора, так как должность главного редактора должен был занять человек из номенклатуры ЦК КПСС.
Умер В. Ф. Матвеев 21 октября 1989 года в Москве.

## Новаторские идеи и наследие В. Ф. Матвеева
Выдвинутый незадолго до смерти, почин В. Матвеева по созданию Творческого Союза Учителей СССР, объединивший многих педагогов-новаторов: Ш. Амонашвили (учитель младших классов), В. Апраушева (директор Загорского интерната слепо-глухих детей), Э. Днепрова (в будущем министра образования) и других, послужила следующим отправным толчком к приведению в движение и объединению всех ветвей новаторской педагогики.
Движение педагогов-новаторов (другие названия: авторская педагогика, новаторская педагогика) обрело внятную форму в начале 1980-х годов на второй волне коммунарского движения, как КСП движение, и рок-движение, в волне 1984—2010 гг. Оно зародилось на стыках очень многих неформальных течений и потоков. Перечислим: коммунарское движение , движение РВО , мемориальные движения школ Монтессори и вальдорфцев, пришедшие к нам с Запада в эпоху перестройки, тренинговая игровая культура, кооперативное движение той же поры, движение ОДИ(организационно-деятельностных игр) (недоступная ссылка) (недоступная ссылка с 14-06-2016 [3319 дней]), движение летних школ, неформальные строительные отряды «Радуга» (Москва) + «ЭТО» (Ростов-на-Дону)+ семейные клубы «Созидатель», «Поиск»  и движение это подпитывали людьми и идеями многие иные, чем официальные, педагогические инициативы педагогов и преподавателей (например, Ш. А. Амонашвили, И. П. Волкова, И. П. Иванова, Е. Н. Ильина, В. А. Караковского, С. Н. Лысенковой, Л. А. и Б. П. Никитиных, В. Ф. Шаталова, М. П. Щетинина, Е. Бондаревской и многих других).
Движение педагогов новаторов продуцировалось и транслировалось через семинары, учебные лагеря, открытые мастер-классы, социальные игры, коммунарские сборы, где демонстрировались элементы авторских программ новаторов. Большую роль в мультипликации движения сыграл бум и запрос средств информации на всё новое в эпоху перестройки, когда делались передачи на ТВ, печатались книги, издавались статьи о наиболее ярких новаторских инициативах — Виктора Шаталова (методика опорных конспектов), Михаила Щетинина (методика погружений), Олега Газмана (базовая культура и самоопределение личности) и других.
Новаторство в педагогике появилось как органичный ответ на запрос общества, испытывающего тотальный кризис образовательной системы при переходе общества к постиндустриальной фазе развития. Фазовый переход, преодолеть который наше общество так и не смогло до сих пор, требовал изменений в основном психотипе, формируемом образовательной системой. Общество вынужденно отходило от «конвейерных» методов в образовании, формирующих роботов исполнителей. Новой эпохе требовались изменения в системе образования и требовалось появление новых людей с выраженной индивидуальностью, инициативныйх, азартных и с предпринимательской жилкой. Жаргон, который стал наиболее популярным в то время в среде педагогов-новаторов, изобиловал категориями: индивидуальный подход, личностно-ориентированная педагогика, гуманистическое образование, индивидуальная образовательная траектория, формирование толерантной личности и другие.
Движением были не решены, но сформулированы новые задачи образования: развитие мышления в противовес энциклопедичности, развитие коммуникативности, толерантности, способности принимать решения и нести ответственность, способности работать на стыке различных предметных областей, быстро ориентироваться в информационных потоках, умение работать в команде проектным способом, умение оформить и предъявить результат, умение ориентироваться и усваивать тексты культуры и иных гуманитарных технологий. Также появились и были освоены новые методы мотивации детей в учебном процессе: исследовательский тип, конструкторский, игровой, клубный и другие.
Своего пика движение достигло в начале 1990-х, после чего разделилось на отдельные обособленные ветви субдвижений: движение частных школ, куда ушли многие из учителей-пассионариев, объединение учителей новаторской педагогики «Эврика», возглавляемое А. Адамским, также воспитанником «Учительской газеты» (объединяет, в основном, государственные образовательные площадки), движение школ Монтессори (в России распространилось благодаря подвижнической деятельности работавшей раньше в «Учительской газете» Елены Хилтунен, выходца из коммунарской среды), дистантное образование и прочие.

## Основные работы
- Гаманин О., Матвеев В. Обычная, средняя… — М.: Знание, 1976.
- Матвеев В. Ф. Октябрята. — М.: Молодая гвардия, 1981
- Газман О. С., Матвеев В. Ф. Педагогика в пионерском лагере. — М.: Педагогика, 1982.
- Гаманин О., Матвеев В. Пионерское лето в вопросах и ответах. — М.: Молодая гвардия, 1984.
- Каникулы: игра, воспитание: О педагогическом руководстве игровой деятельностью школьников: Кн. для учителя / Под ред. О. С. Газмана. — М.: Просвещение, 1988.